# Gerhard Ludvig Lahde

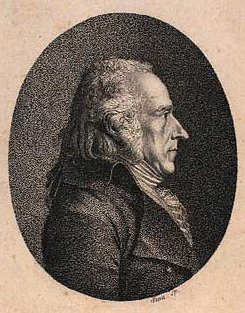
Gerhard Ludvig Lahde

Gerhard Ludvig Lahde (* 19. Oktober 1765 in Bremen; † 30. November 1833 in Kopenhagen) war ein deutsch-dänischer Kupferstecher.
Gerhard Ludwig Lahde war ein Sohn des Bremer Schneidermeisters Johann Friedrich Lahde und dessen Ehefrau Catharina Margarethe Drucker. Er begann eine Lehre bei einem Goldschmied in Kiel, kam dort in Bekanntschaft zu dem gleichaltrigen Maler Claudius Ditlev Fritzsch und ging mit diesem 1786 nach Kopenhagen. Hier kam er in Kontakt zur Akademie und wandte sich dem Kupferstich zu.
1792 nahm Lahde die dänische Staatsbürgerschaft an; 1799 wurde er zum Hofkupferstecher ernannt. Er kaufte sich ein Haus in Kopenhagen und erwies sich als guter Geschäftsmann im Verkauf von eigenen Stichen, aber auch von Werken jüngerer Künstler wie Johannes Senn oder Christoffer Wilhelm Eckersberg. 
Lahde war in erster Ehe mit Charlotte Dorothea Eleonore Werner (getauft 19. Februar 1777 in Grabow, † 1803) verheiratet; 1820 heiratete er Marie Taanum, geborene Larsen (1789–1876).
Gerhard Ludvig Lahde starb an den Folgen eines Schlaganfalls.